# Delete
「delete」は、シドの楽曲。2020年3月4日にキューンミュージックからメジャー24枚目シングルとして発売された。

## 概要
- 表題曲はテレビアニメ「七つの大罪 神々の逆鱗」オープニングテーマの主題歌となっている[1]。
- 初回限定盤、期間限定盤、通常盤の3形態で発売された。期間限定盤の特典DVDには『七つの大罪 神々の逆鱗』ノンクレジット オープニング映像が収録されている。
- メジャーデビュー以降、オリコン週間ランキングで初めて20位台でのチャートインとなった。
- 2022年発売のオリジナルアルバム『海辺』には未収録となっている。

## 収録曲
1. delete
  - 作詞：マオ / 作曲：御恵明希
2. delete -Instrumental-
3. delete -TV Size-
  - 期間限定盤のみ

### 特典DVD
- delete -Music Video-
- delete（Live from『SID TOUR 2019 -承認欲求- FINAL』）

## カバー
- 雨宮天 - トリビュートアルバム『SID Tribute Album -Anime Songs-』（2023年12月6日発売）に収録。